# キャンプ・マクギル
キャンプ・マクギル (Camp McGill) は、神奈川県横須賀市御幸浜にあった米軍基地（施設番号FAC3081）。1958年に返還され、現在は陸上自衛隊武山駐屯地となっている。この返還に伴い、海兵隊基地が沖縄県具志川（現在のうるま市）に移駐し、キャンプ・コートニーとなった。
キャンプ・マギルは、アドミラルティ諸島の戦いでの彼の英雄的行動に対し名誉勲章を授与された米陸軍第1騎兵師団第5騎兵連隊のトロイA.マクギル (Troy A. McGill) にちなんで名付けられた。第5騎兵連隊はマッカーサーと共に東京入りし、キャンプ・マクギルに本部をかまえた。

## 歴史

### 日本海軍基地
1941年11月20日: 海軍の新兵教育を行う海兵団として横須賀第二海兵団が御幸浜に開設された。
1944年1月4日: 武山海兵団と改称され、翌年には長井分団が新設された。長井の台地に海軍航空基地が建設されるも、ほとんど使用されず終戦を迎えた。

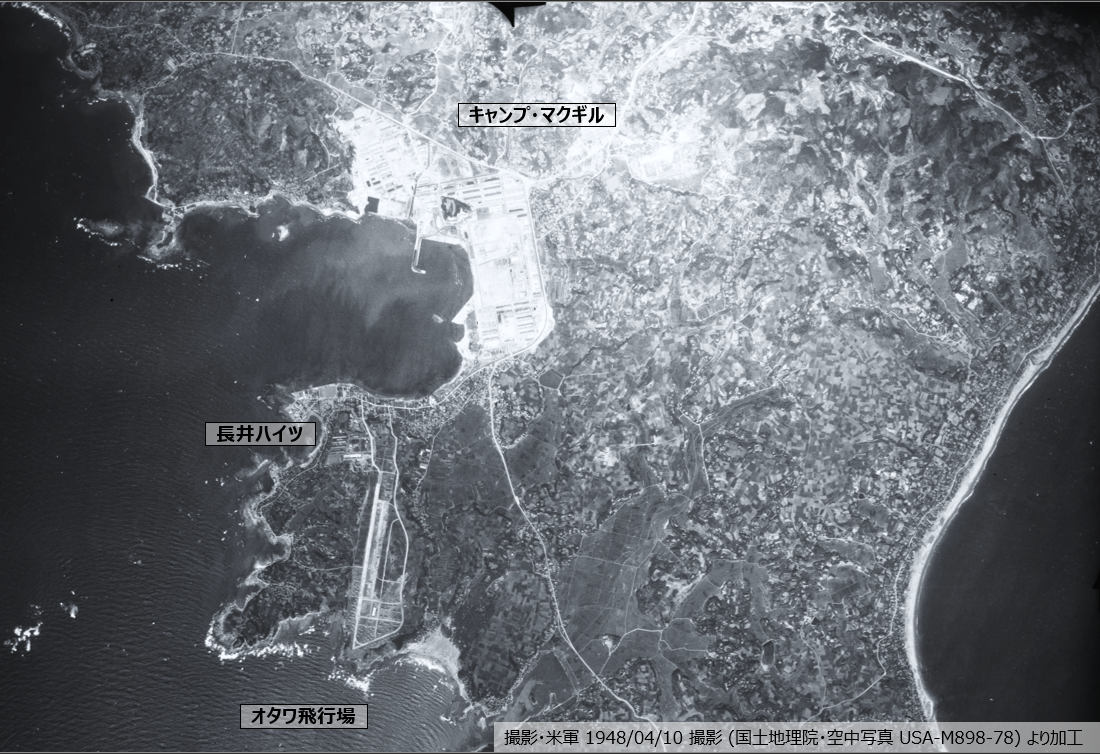
1948年のキャンプ・マクギル

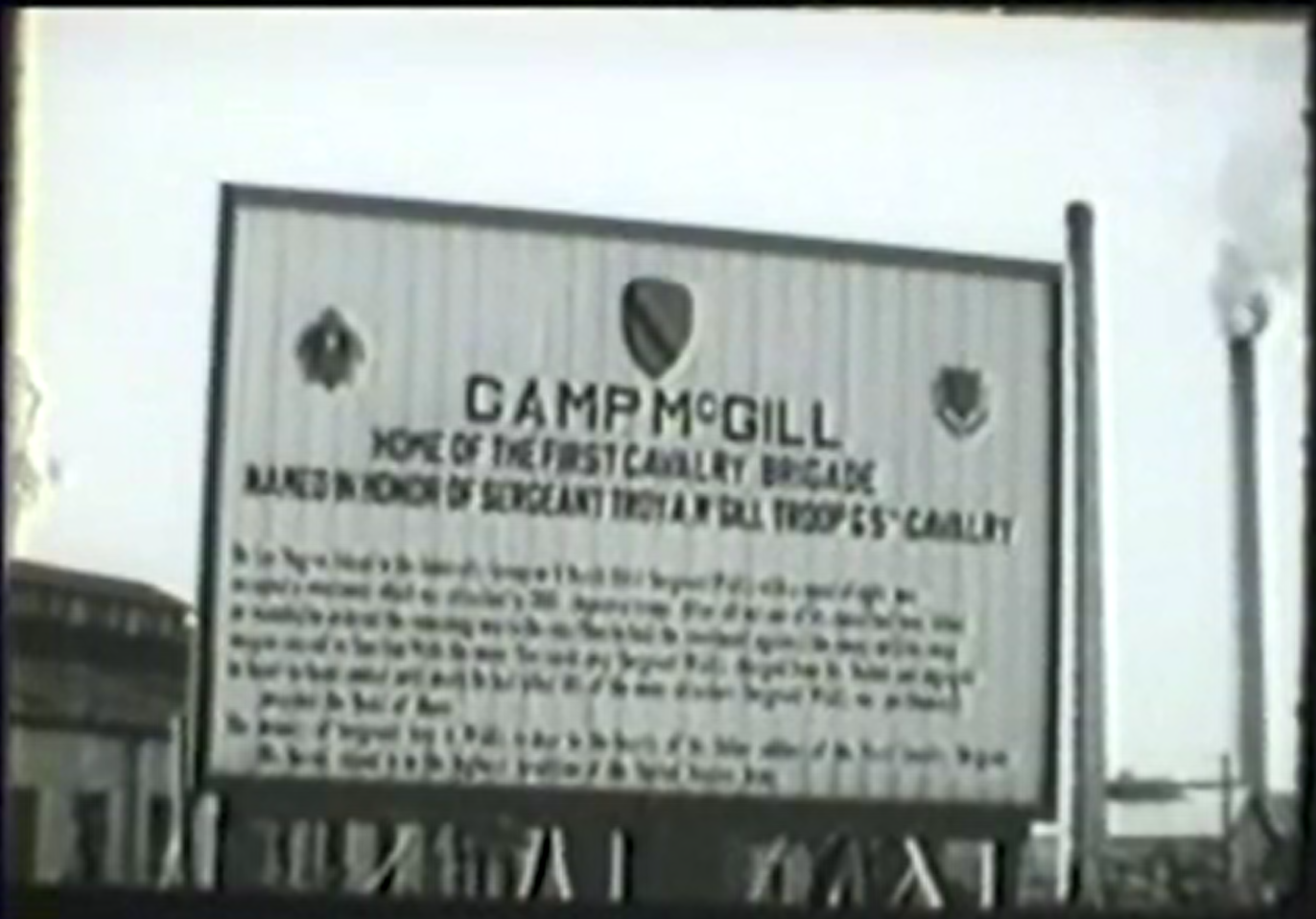
キャンプ・マクギルは進駐軍、陸軍第1騎兵師団第1旅団の本拠地となった。

### キャンプ・マクギル
1945年、米陸軍が進駐し御幸浜にキャンプ・マクギルが開設された。陸軍第1騎兵師団第1旅団、第5騎兵隊、第12騎兵隊が駐屯した。
1945年8月13日、米陸軍第1騎兵師団第5騎兵隊 (5th Calvary) は、第8軍占領軍の一部としてマッカーサーと同行し東京に到着後、キャンプ・マクギルに司令本部を構えた。東京地域で警備の任務をにない、5年間、日本に駐屯した。
長井の台地に小飛行場が建設され、その滑走路の北西に長井ハイツとよばれる住宅地が建てられた。管轄は陸軍であったが、基地の南側は海軍エリアとなっており、またその海側エリアでは海兵隊が駐屯し、水陸両用車などを保管していた。
面積: 1,436,295.23㎡
返還: 1958年9月19日
1949年2月、ケニス・ロワイヤル陸軍長官が訪日し、キャンプ・ドレイクとキャンプ・マギル、沖縄の嘉手納基地を視察した。
1956年1月、キャンプ・マクギルの第3海兵師団が、新たに接収された沖縄具志川市天願に移駐、海兵隊基地キャンプ・コートニーが開設された。基地は当初はマリンキャンプ天願と呼ばれていた。
| 施設番号 | 名称                          |           | 返還日        | 面積 ㎡      |
| -------- | ----------------------------- | --------- | ------------- | ------------ |
| FAC3081  | キャンプ・マクギル            | 武山 長坂 | 1958年9月19日 | 1,436,295.23 |
| FAC3105  | キャンプ・マクギル 小銃射撃場 | 武山      | 1958年7月7日  | 106,340.05   |

1953年8月、海兵隊第三偵察大隊 (3rd Reconnaissance Battalion) がキャンプ・マクギルに駐屯する。その後、1956年4月に沖縄キャンプ・ヘーグに移駐された。現在は沖縄キャンプ・シュワブに本部を構えている。
また同じく海兵隊の海兵第3戦闘兵隊 (Combat Logistics Regiment 3) も1953年8月にマクギルに駐屯、その後キャンプ・ヘーグに移駐し、現在はキャンプ瑞慶覧に本部を置く。
1953年から朝鮮非武装地帯の防御にあたった海兵隊戦闘襲撃大隊 (Combat Assault Battalion) は、1955年3月にマクギルに移転し、沖縄キャンプ・シュワブに本部を置く。2018年に非活性化した。

### 武山駐屯地
1958年: 自衛隊武山駐屯地となる
長井ハイツの跡地は、農業体験型公園「ソレイユの丘」長井海の手公園として開発され、滑走路は道路となっている。

### 長坂小銃射撃場
旧日本海軍の海軍大学校・機関学校の射撃場を米軍が接収、キャンプ・マクギル小銃射撃場 (FAC3105) として使用した。
1958年7月7日に移管され、陸上自衛隊武山駐屯地業務隊の管理下で、覆道式射撃場となっているが、米軍と共同使用となっている。